# Ōnan
Ōnan (邑南町, Ōnan-chō) é uma cidade localizada no Distrito de Ōchi Shimane, Japão. Foi constituída em 1 de outubro de 2004 através da fusão das cidades de Iwami, Mizuho, e da aldeia de Hasumi.
Em 1 de janeiro de 2005, a cidade apresenta uma população de 13.449 habitantes e uma densidade demográfica de 32,08 pessoas por km². A área é 419,22 km².
O aeroporto de Iwami nas proximidades de Masuda serve a cidade.